# ایئوین مک‌کین
ایئوین مک‌کین (به انگلیسی: Eoin Macken) (زاده ۲۱ فوریه ۱۹۸۳) بازیگر ایرلندی است.
از کارهای معروف او می‌توان به بازی در سریال مرلین و فیلم رزیدنت ایول: قسمت پایانی و کشتن عیسی و لابریا اشاره کرد.